# Islandske stedord
Islandsk besidder et antal stedord som beskrives i det følgende.

## Personlige stedord
| nominativ | ég  | þú  | hann  | hún    | það  |
| akkusativ | mig | þig | hann  | hana   | það  |
| dativ     | mér | þér | honum | henni  | því  |
| genitiv   | mín | þin | hans  | hennar | þess |

| nominativ | við   | þið   | þeir   | þær    | þau    |
| akkusativ | okkur | ykkur | þá     | þær    | þau    |
| dativ     | okkur | ykkur | þeim   | þeim   | þeim   |
| genitiv   | okkar | ykkar | þeirra | þeirra | þeirra |

Der findes en pluralis majestatis i 1. og 2. person. Den er sjælden, men kan dog bruges til litterære formål, ligesom den findes i ældre tekster i betydningen De. Denne sidste betydning er helt forsvundet fra det moderne talesprog. Oprindeligt var við og þið totallet af ég og þú (totallets i øvrigt sidste rester) mens vér og þér var flertal. Bøjningen følger for fuldstændighedens skyld. Vér bruges udelukkende som flertal undtagen evt. ironisk eller sarkastisk, (som f.eks. oss er eigi skemmt, en ironisk oversættelse af det berømte we are not amused) mens þér kan bruges som tiltale i begge tal.
| Personligt stedord (pluralis maiestatis) | Personligt stedord (pluralis maiestatis) | Personligt stedord (pluralis maiestatis) |
|                                          | 1. person                                | 2. person                                |
| ---------------------------------------- | ---------------------------------------- | ---------------------------------------- |
| nominativ                                | vér                                      | þér                                      |
| akkusativ                                | oss                                      | yður                                     |
| dativ                                    | oss                                      | yður                                     |
| genitiv                                  | vor                                      | yðar                                     |

## Possessive stedord
De er minn (min), þinn (din), sinn (sin) og vor (vor). Vor benyttes kun i ophøjet tale, som f.eks. i festtaler, som arkaisme eller eventuelt sarkasme. (Jævnfør forskellen vor –  vores.) For vor er "ejeren" i pluralis som på dansk. For mange ejere benyttes ellers de ubøjelige okkar (vores), ykkar (jeres) og þeirra (deres), som i virkeligheden er de respektive personlige stedords genitiv, pluralis. F.eks. barnið mitt (mit barn), börnin mín (mine børn), barnið okkar (vores barn), börnin okkar (vores børn).
| Possessivt stedord minn (min) | Possessivt stedord minn (min) | Possessivt stedord minn (min) | Possessivt stedord minn (min) | Possessivt stedord minn (min) | Possessivt stedord minn (min) | Possessivt stedord minn (min) |
|                               | Singularis                    | Singularis                    | Singularis                    | Pluralis                      | Pluralis                      | Pluralis                      |
|                               | Maskulinum                    | Femininum                     | Neutrum                       | Maskulinum                    | Femininum                     | Neutrum                       |
| ----------------------------- | ----------------------------- | ----------------------------- | ----------------------------- | ----------------------------- | ----------------------------- | ----------------------------- |
| nominativ                     | minn                          | mín                           | mitt                          | mínir                         | mínar                         | mín                           |
| akkusativ                     | minn                          | mína                          | mitt                          | mína                          | mínar                         | mín                           |
| dativ                         | mínum                         | minni                         | mínu                          | mínum                         | mínum                         | mínum                         |
| genitiv                       | míns                          | minnar                        | míns                          | minna                         | minna                         | minna                         |

Þinn og sinn bøjes nøjagtigt på samme måde.
| Possessivt stedord vor (vor) | Possessivt stedord vor (vor) | Possessivt stedord vor (vor) | Possessivt stedord vor (vor) | Possessivt stedord vor (vor) | Possessivt stedord vor (vor) | Possessivt stedord vor (vor) |
|                              | Singularis                   | Singularis                   | Singularis                   | Pluralis                     | Pluralis                     | Pluralis                     |
|                              | Maskulinum                   | Femininum                    | Neutrum                      | Maskulinum                   | Femininum                    | Neutrum                      |
| ---------------------------- | ---------------------------- | ---------------------------- | ---------------------------- | ---------------------------- | ---------------------------- | ---------------------------- |
| nominativ                    | vor                          | vor                          | vort                         | vorir                        | vorar                        | vor                          |
| akkusativ                    | vorn                         | vora                         | vort                         | vora                         | vorar                        | vor                          |
| dativ                        | vorum                        | vorri                        | voru                         | vorum                        | vorum                        | vorum                        |
| genitiv                      | vors                         | vorrar                       | vors                         | vorra                        | vorra                        | vorra                        |

## Det refleksive stedord
| Det refleksive stedord | Det refleksive stedord |
|                        | 3. person              |
| ---------------------- | ---------------------- |
| akkusativ              | sig                    |
| dativ                  | sér                    |
| genitiv                | sín                    |

Det refleksive stedord benyttes overvejende som det tyske sich, dvs. ved en tilbagevirkende handling på gøreren. Det danske sig opfører sig i høj grad på lignende vis. Ordet har ingen nominativ.

## Relative stedord
De er to, sem og er (som), begge ubøjelige. Er benyttes for det meste i ophøjet tale, ligesom vor under de possessive stedord.

## Demonstrative stedord
Sá (den), þessi (denne), hinn (den anden af to).
| Demonstrativt stedord sá (den) | Demonstrativt stedord sá (den) | Demonstrativt stedord sá (den) | Demonstrativt stedord sá (den) | Demonstrativt stedord sá (den) | Demonstrativt stedord sá (den) | Demonstrativt stedord sá (den) |
|                                | Singularis                     | Singularis                     | Singularis                     | Pluralis                       | Pluralis                       | Pluralis                       |
|                                | Maskulinum                     | Femininum                      | Neutrum                        | Maskulinum                     | Femininum                      | Neutrum                        |
| ------------------------------ | ------------------------------ | ------------------------------ | ------------------------------ | ------------------------------ | ------------------------------ | ------------------------------ |
| nominativ                      | sá                             | sú                             | það                            | þeir                           | þær                            | þau                            |
| akkusativ                      | þann                           | þá                             | það                            | þá                             | þær                            | þau                            |
| dativ                          | þeim                           | þeirri                         | því                            | þeim                           | þeim                           | þeim                           |
| genitiv                        | þess                           | þeirrar                        | þess                           | þeirra                         | þeirra                         | þeirra                         |

Man ser, at intetkønnets ental og hele flertallet er de samme som for de personlige stedord.
| Demonstrativt stedord þessi (denne) | Demonstrativt stedord þessi (denne) | Demonstrativt stedord þessi (denne) | Demonstrativt stedord þessi (denne) | Demonstrativt stedord þessi (denne) | Demonstrativt stedord þessi (denne) | Demonstrativt stedord þessi (denne) |
|                                     | Singularis                          | Singularis                          | Singularis                          | Pluralis                            | Pluralis                            | Pluralis                            |
|                                     | Maskulinum                          | Femininum                           | Neutrum                             | Maskulinum                          | Femininum                           | Neutrum                             |
| ----------------------------------- | ----------------------------------- | ----------------------------------- | ----------------------------------- | ----------------------------------- | ----------------------------------- | ----------------------------------- |
| nominativ                           | þessi                               | þessi                               | þetta                               | þessir                              | þessar                              | þessi                               |
| akkusativ                           | þennan                              | þessa                               | þetta                               | þessa                               | þessar                              | þessi                               |
| dativ                               | þessum                              | þessari                             | þessu                               | þessum                              | þessum                              | þessum                              |
| genitiv                             | þessa                               | þessarar                            | þessa                               | þessara                             | þessara                             | þessara                             |

| Demonstrativt stedord hinn (den anden af to) | Demonstrativt stedord hinn (den anden af to) | Demonstrativt stedord hinn (den anden af to) | Demonstrativt stedord hinn (den anden af to) | Demonstrativt stedord hinn (den anden af to) | Demonstrativt stedord hinn (den anden af to) | Demonstrativt stedord hinn (den anden af to) |
|                                              | Singularis                                   | Singularis                                   | Singularis                                   | Pluralis                                     | Pluralis                                     | Pluralis                                     |
|                                              | Maskulinum                                   | Femininum                                    | Neutrum                                      | Maskulinum                                   | Femininum                                    | Neutrum                                      |
| -------------------------------------------- | -------------------------------------------- | -------------------------------------------- | -------------------------------------------- | -------------------------------------------- | -------------------------------------------- | -------------------------------------------- |
| nominativ                                    | hinn                                         | hin                                          | hitt                                         | hinir                                        | hinar                                        | hin                                          |
| akkusativ                                    | hinn                                         | hina                                         | hitt                                         | hina                                         | hinar                                        | hin                                          |
| dativ                                        | hinum                                        | hinni                                        | hinu                                         | hinum                                        | hinum                                        | hinum                                        |
| genitiv                                      | hins                                         | hinnar                                       | hins                                         | hinna                                        | hinna                                        | hinna                                        |

Bøjningen er den samme som for artiklen med undtagelse af intetkønnets nom. og akk. ental.

## Interrogative stedord
Hver (hvem), hvor (hvem af to), hvaða (hvad for en, hvad slags, hvilken), hvað (hvad, f.eks. hvað er þetta?, hvad er det?), hvílíkur (hvilken, hvad for en).
| Interrogativt stedord hver (hvem) | Interrogativt stedord hver (hvem) | Interrogativt stedord hver (hvem) | Interrogativt stedord hver (hvem) | Interrogativt stedord hver (hvem) | Interrogativt stedord hver (hvem) | Interrogativt stedord hver (hvem) |
|                                   | Singularis                        | Singularis                        | Singularis                        | Pluralis                          | Pluralis                          | Pluralis                          |
|                                   | Maskulinum                        | Femininum                         | Neutrum                           | Maskulinum                        | Femininum                         | Neutrum                           |
| --------------------------------- | --------------------------------- | --------------------------------- | --------------------------------- | --------------------------------- | --------------------------------- | --------------------------------- |
| nominativ                         | hver                              | hver                              | hvert                             | hverjir                           | hverjar                           | hver                              |
| akkusativ                         | hvern                             | hverja                            | hvert                             | hverja                            | hverjar                           | hver                              |
| dativ                             | hverjum                           | hverri                            | hverju                            | hverjum                           | hverjum                           | hverjum                           |
| genitiv                           | hvers                             | hverrar                           | hvers                             | hverra                            | hverra                            | hverra                            |

| Interrogativt stedord hvor (hvem af to) | Interrogativt stedord hvor (hvem af to) | Interrogativt stedord hvor (hvem af to) | Interrogativt stedord hvor (hvem af to) | Interrogativt stedord hvor (hvem af to) | Interrogativt stedord hvor (hvem af to) | Interrogativt stedord hvor (hvem af to) |
|                                         | Singularis                              | Singularis                              | Singularis                              | Pluralis                                | Pluralis                                | Pluralis                                |
|                                         | Maskulinum                              | Femininum                               | Neutrum                                 | Maskulinum                              | Femininum                               | Neutrum                                 |
| --------------------------------------- | --------------------------------------- | --------------------------------------- | --------------------------------------- | --------------------------------------- | --------------------------------------- | --------------------------------------- |
| nominativ                               | hvor                                    | hvor                                    | hvort                                   | hvorir                                  | hvorar                                  | hvor                                    |
| akkusativ                               | hvorn                                   | hvora                                   | hvort                                   | hvora                                   | hvorar                                  | hvor                                    |
| dativ                                   | hvorum                                  | hvorri                                  | hvoru                                   | hvorum                                  | hvorum                                  | hvorum                                  |
| genitiv                                 | hvors                                   | hvorrar                                 | hvors                                   | hvorra                                  | hvorra                                  | hvorra                                  |

| Interrogativt stedord hvílíkur (hvad for en, sikken en) | Interrogativt stedord hvílíkur (hvad for en, sikken en) | Interrogativt stedord hvílíkur (hvad for en, sikken en) | Interrogativt stedord hvílíkur (hvad for en, sikken en) | Interrogativt stedord hvílíkur (hvad for en, sikken en) | Interrogativt stedord hvílíkur (hvad for en, sikken en) | Interrogativt stedord hvílíkur (hvad for en, sikken en) |
|                                                         | Singularis                                              | Singularis                                              | Singularis                                              | Pluralis                                                | Pluralis                                                | Pluralis                                                |
|                                                         | Maskulinum                                              | Femininum                                               | Neutrum                                                 | Maskulinum                                              | Femininum                                               | Neutrum                                                 |
| ------------------------------------------------------- | ------------------------------------------------------- | ------------------------------------------------------- | ------------------------------------------------------- | ------------------------------------------------------- | ------------------------------------------------------- | ------------------------------------------------------- |
| nominativ                                               | hvílíkur                                                | hvílík                                                  | hvílíkt                                                 | hvílíkir                                                | hvílíkar                                                | hvílík                                                  |
| akkusativ                                               | hvílíkan                                                | hvílíka                                                 | hvílíkt                                                 | hvílíka                                                 | hvílíkar                                                | hvílík                                                  |
| dativ                                                   | hvílíkum                                                | hvílíkri                                                | hvílíku                                                 | hvílíkum                                                | hvílíkum                                                | hvílíkum                                                |
| genitiv                                                 | hvílíks                                                 | hvílíkrar                                               | hvílíks                                                 | hvílíkra                                                | hvílíkra                                                | hvílíkra                                                |

Hvílíkur bøjes helt som et adjektiv og bliver hovedsageligt brugt som et sådant. Det benyttes sjældent som et interrogativt stedord.
Hvað forefindes kun i intetkønnets nominativ og akkusativ (ens i begge fald). Allerede i oldsproget fandtes der kun rester af ordet, men intetkønnets dativ lever videre i adverbet hví (hvorfor) og adverbet hve (hvor, i betydningen hvor stor etc.) er sandsynligvis en urgammel overlevering af den ellers forsvundne instrumentalis.
Hvaða bøjes ikke. Hvaða er relativt ungt i sproget, først attesteret i det 15. århundrede. Det er en sammentrækning af hvað og præpositionen að (oprindeligt hvat at).

## Indefinitive stedord
Disse er et antal stedord, som man ikke kan give et andet opholdssted. De er (med forbehold om, at det i visse tilfælde kan være en definitionssag): einn (en), (ekki) neinn ((ikke) nogen), annar (en anden), nokkur (en vis (mand eller lignende)), enginn (ingen), hver (enhver), einhver (en eller anden), sérhver (enhver, alle), hvor (hver af to), ýmis (forskellig, forskelligartet), allur (den hele, alle), hvorugur (ingen af to), sumur (nogen, somme), báðir (begge), fáeinir (et mindre antal, få).
Det får stå hen om man kan klassificere to ord som ét stedord, men de følgende anføres traditionsmæssigt som indefinitive stedord: annar hver (hver anden), annar hvor (den ene eller anden af to), annar tveggja (den ene af to), hvor tveggja (begge to).
| Einn (alene) | Einn (alene) | Einn (alene) | Einn (alene) | Einn (alene) | Einn (alene) | Einn (alene) |
|              | Singularis   | Singularis   | Singularis   | Pluralis     | Pluralis     | Pluralis     |
|              | Maskulinum   | Femininum    | Neutrum      | Maskulinum   | Femininum    | Neutrum      |
| ------------ | ------------ | ------------ | ------------ | ------------ | ------------ | ------------ |
| nominativ    | einn         | ein          | eitt         | einir        | einar        | ein          |
| akkusativ    | einn, einan  | eina         | eitt         | eina         | einar        | ein          |
| dativ        | einum        | einni        | einu         | einum        | einum        | einum        |
| genitiv      | eins         | einnar       | eins         | einna        | einna        | einna        |

| (Ekki) neinn (ingen) | (Ekki) neinn (ingen) | (Ekki) neinn (ingen) | (Ekki) neinn (ingen) | (Ekki) neinn (ingen) | (Ekki) neinn (ingen) | (Ekki) neinn (ingen) |
|                      | Singularis           | Singularis           | Singularis           | Pluralis             | Pluralis             | Pluralis             |
|                      | Maskulinum           | Femininum            | Neutrum              | Maskulinum           | Femininum            | Neutrum              |
| -------------------- | -------------------- | -------------------- | -------------------- | -------------------- | -------------------- | -------------------- |
| nominativ            | neinn                | nein                 | neitt                | neinir               | neinar               | nein                 |
| akkusativ            | neinn                | neina                | neitt                | neina                | neinar               | nein                 |
| dativ                | neinum               | neinni               | neinu                | neinum               | neinum               | neinum               |
| genitiv              | neins                | neinnar              | neins                | neinna               | neinna               | neinna               |

| Annar (en anden) | Annar (en anden) | Annar (en anden) | Annar (en anden) | Annar (en anden) | Annar (en anden) | Annar (en anden) |
|                  | Singularis       | Singularis       | Singularis       | Pluralis         | Pluralis         | Pluralis         |
|                  | Maskulinum       | Femininum        | Neutrum          | Maskulinum       | Femininum        | Neutrum          |
| ---------------- | ---------------- | ---------------- | ---------------- | ---------------- | ---------------- | ---------------- |
| nominativ        | annar            | önnur            | annað            | aðrir            | aðrar            | önnur            |
| akkusativ        | annan            | aðra             | annað            | aðra             | aðrar            | önnur            |
| dativ            | öðrum            | annarri          | öðru             | öðrum            | öðrum            | öðrum            |
| genitiv          | annars           | annarrar         | annars           | annarra          | annarra          | annarra          |

| Nokkur (en bestemt) | Nokkur (en bestemt) | Nokkur (en bestemt) | Nokkur (en bestemt) | Nokkur (en bestemt) | Nokkur (en bestemt) | Nokkur (en bestemt) |
|                     | Singularis          | Singularis          | Singularis          | Pluralis            | Pluralis            | Pluralis            |
|                     | Maskulinum          | Femininum           | Neutrum             | Maskulinum          | Femininum           | Neutrum             |
| ------------------- | ------------------- | ------------------- | ------------------- | ------------------- | ------------------- | ------------------- |
| nominativ           | nokkur              | nokkur              | nokkurt, nokkuð     | nokkrir             | nokkrar             | nokkur              |
| akkusativ           | nokkurn             | nokkra              | nokkurt, nokkuð     | nokkra              | nokkrar             | nokkur              |
| dativ               | nokkrum             | nokkurri            | nokkru              | nokkrum             | nokkrum             | nokkrum             |
| genitiv             | nokkurs             | nokkurrar           | nokkurs             | nokkurra            | nokkurra            | nokkurra            |

I flertallet betyder ordet også nogle få; nokkrir menn (nogle få mænd).
| Enginn (ingen) | Enginn (ingen) | Enginn (ingen) | Enginn (ingen) | Enginn (ingen) | Enginn (ingen) | Enginn (ingen) |
|                | Singularis     | Singularis     | Singularis     | Pluralis       | Pluralis       | Pluralis       |
|                | Maskulinum     | Femininum      | Neutrum        | Maskulinum     | Femininum      | Neutrum        |
| -------------- | -------------- | -------------- | -------------- | -------------- | -------------- | -------------- |
| nominativ      | enginn         | engin          | ekkert         | engir          | engar          | engin          |
| akkusativ      | engan          | enga           | ekkert         | enga           | engar          | engin          |
| dativ          | engum          | engri          | engu           | engum          | engum          | engum          |
| genitiv        | einskis        | engrar         | einskis        | engra          | engra          | engra          |

Enginn findes i et utal af varianter, hvorom mere senere.
Hver, einhver og sérhver bøjes som interrogativpronomet hver.
Hvor bøjes som det enslydende interrogativpronomen.
Allur og sumur bøjes som adjektiver.
Fáeinir bøjes som flertallet af einn. (Når fáeinir undtagelsesvis benyttes i ental bøjes det som entallet af einn.)
| Ýmis (forskellig, forskelligartet) | Ýmis (forskellig, forskelligartet) | Ýmis (forskellig, forskelligartet) | Ýmis (forskellig, forskelligartet) | Ýmis (forskellig, forskelligartet) | Ýmis (forskellig, forskelligartet) | Ýmis (forskellig, forskelligartet) |
|                                    | Singularis                         | Singularis                         | Singularis                         | Pluralis                           | Pluralis                           | Pluralis                           |
|                                    | Maskulinum                         | Femininum                          | Neutrum                            | Maskulinum                         | Femininum                          | Neutrum                            |
| ---------------------------------- | ---------------------------------- | ---------------------------------- | ---------------------------------- | ---------------------------------- | ---------------------------------- | ---------------------------------- |
| nominativ                          | ýmis                               | ýmis                               | ýmist                              | ýmsir                              | ýmsar                              | ýmis                               |
| akkusativ                          | ýmsan                              | ýmsa                               | ýmist                              | ýmsa                               | ýmsar                              | ýmis                               |
| dativ                              | ýmsum                              | ýmissi                             | ýmsu                               | ýmsum                              | ýmsum                              | ýmsum                              |
| genitiv                            | ýmiss                              | ýmissar                            | ýmiss                              | ýmissa                             | ýmissa                             | ýmissa                             |

| Báðir (begge) | Báðir (begge) | Báðir (begge) | Báðir (begge) |
|               | Pluralis      | Pluralis      | Pluralis      |
|               | Maskulinum    | Femininum     | Neutrum       |
| ------------- | ------------- | ------------- | ------------- |
| nominativ     | báðir         | báðar         | bæði          |
| akkusativ     | báða          | báðar         | bæði          |
| dativ         | báðum         | báðum         | báðum         |
| genitiv       | beggja        | beggja        | beggja        |